# Marilyn Buferd
Marilyn Buferd, née le 30 janvier 1925 à Détroit dans le Michigan et morte le 27 mars 1990 à Austin au Texas, est une actrice et mannequin américaine. Ancienne Miss America devenue actrice de cinéma, elle est principalement connue en France pour son rôle dans le film noir Touchez pas au grisbi et pour ses apparitions dans plusieurs productions italiennes et françaises du début des années 1950, comme Les Belles de nuit, La Machine à tuer les méchants, Adorables Créatures ou La Marchande d'amour.

## Biographie
Danseuse, elle débute comme actrice aux États-Unis en 1945 en jouant des rôles de figuration, apparaissant dans trois productions sans être créditée au générique. Après avoir été sacrée Miss California puis Miss America en 1946, elle entame une carrière de mannequin qui la mène en Europe et plus particulièrement en Italie et en France où sa carrière cinématographique prend un nouvel essor.
Elle obtient en 1949 l'un des rôles principaux de la comédie musicale Maracatumba... ma non è una rumba! d'Edmondo Lozzi. Elle apparaît au début des années 1950 dans plusieurs productions françaises et italiennes, comme Au diable la célébrité de Mario Monicelli, La Marchande d'amour de Mario Soldati, La Machine à tuer les méchants de Roberto Rossellini ou Les Belles de nuit de René Clair. Dans le film noir Touchez pas au grisbi de Jacques Becker, elle incarne Betty, l'une des maîtresses de Max le menteur, le personnage principal joué par Jean Gabin.
Elle retourne en 1954 aux États-Unis et obtient quelques rôles dans des épisodes de séries télévisées et des films de série B, puis se retire de la profession après son second mariage.

## Filmographie

### Comme actrice

#### Au cinéma
- 1945 : Ah, quel scandale ! (George White's Scandals) de Felix E. Feist
- 1946 : Sans réserve (Without Reservations) de Mervyn LeRoy
- 1946 : L'Emprise (Of Human Bondage) d'Edmund Goulding
- 1949 : Maracatumba... ma non è una rumba! d'Edmondo Lozzi
- 1950 : Mon frère a peur des femmes (L'inafferrabile 12) de Mario Mattoli
- 1950 : Totò Tarzan de Mario Mattoli
- 1950 : Le Retour de Pancho Villa (Io sono il capataz) de Giorgio Simonelli
- 1950 : Au diable la célébrité (Al diavolo la celebrità) de Mario Monicelli
- 1951 : Fuoco nero de Silvio Siano
- 1952 : Adorables Créatures de Christian-Jaque
- 1952 : Viva il cinema! de Giorgio Baldaccini et Enzo Trapani
- 1952 : Les Belles de nuit de René Clair
- 1952 : La Machine à tuer les méchants (La macchina ammazzacattivi) de Roberto Rossellini
- 1952 : Mademoiselle la Présidente (La presidentessa) de Pietro Germi
- 1952 : Prisonnière des ténèbres (La cieca di Sorrento) de Giacomo Gentilomo
- 1953 : Jeunesse dépravée (Gioventù alla sbarra) de Ferruccio Cerio
- 1953 : Touchez pas au grisbi de Jacques Becker
- 1953 : La Marchande d'amour (La provinciale) de Mario Soldati
- 1953 : Prisonnière des ténèbres (La cieca di Sorrento) de Giacomo Gentilomo
- 1954 : Sabotages en mer (Mizar) de Francesco De Robertis
- 1954 : Quelques pas dans la vie (Tempi nostri) d'Alessandro Blasetti et Paul Paviot
- 1957 : The Unearthly de Boris Petroff
- 1958 : Queen of Outer Space d'Edward Bernds

#### À la télévision
- 1955 : The Ford Television Theatre (en), épisode The Blue Ribbon
- 1956 : Highway Patrol, épisode Motel Robbery
- 1957 : The Millionaire, épisode The Judge William Westholme Story
- 1956 : Schlitz Playhouse of Stars, épisodes Carriage from Britain et Tower Room 14-A

## Prix et distinctions
- Miss California en 1946.
- Miss America en 1946.